# Mniadelphus auratus
Mniadelphus auratus là một loài Rêu trong họ Hookeriaceae. Loài này được Müll. Hal. mô tả khoa học đầu tiên năm 1850.